# Paradisaea
Paradisaea is een geslacht van zangvogels uit de familie Paradisaeidae (paradijsvogels). De wetenschappelijke naam van het geslacht werd in 1758 gepubliceerd door Carl Linnaeus.

## Kenmerken
De Paradisaea-paradijsvogels zijn vrij groot en er is een groot verschil tussen mannetjes en vrouwtjes. Het verenkleed van de mannetjes heeft karakteristieke, langgerekte sierveren op de flanken en lange, draadvormige sierveren die uit de staartveren groeien.

## Verspreiding en leefgebied
Het geslacht omvat zes soorten die voorkomen op Nieuw-Guinea en de nabijgelegen eilandgroepen zoals de Aroe-eilanden, andere eilanden bij West-Papoea en de D'Entrecasteaux-eilanden. De paradijsvogels uit dit geslacht zijn bewoners van verschillende typen regenbos, zowel in het laagland als tot op een hoogte van 1800 meter. Verschillende soorten komen alleen voor binnen een zeer beperkt gebied. Alle soorten hebben een disjunct verspreidingsgebied.

## Taxonomie
Uit onderzoek naar het mitochondriaal DNA bleek dat dit geslacht het meest verwant is aan de paradijsvogels uit het geslacht Cicinnurus en dat de blauwe paradijsvogel aan beide geslachten even sterk verwant is.

## Soorten
Het geslacht telt de volgende zes soorten:
- Paradisaea apoda – Grote paradijsvogel
- Paradisaea decora – Goldie's paradijsvogel
- Paradisaea guilielmi – Keizer Wilhelms paradijsvogel
- Paradisaea minor – Kleine paradijsvogel
- Paradisaea raggiana – Raggi's paradijsvogel
- Paradisaea rubra – Rode paradijsvogel

## Afbeeldingen

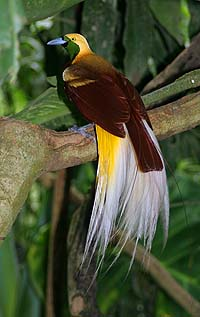
Kleine paradijsvogel (Paradisaea minor)
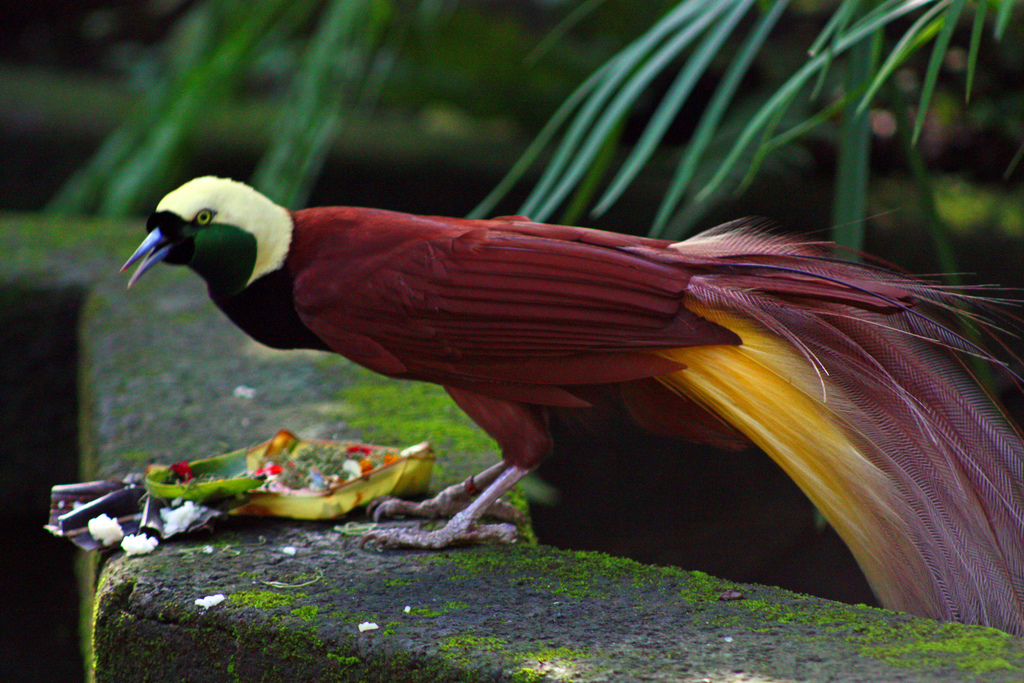
Grote paradijsvogel (Paradisaea apoda)
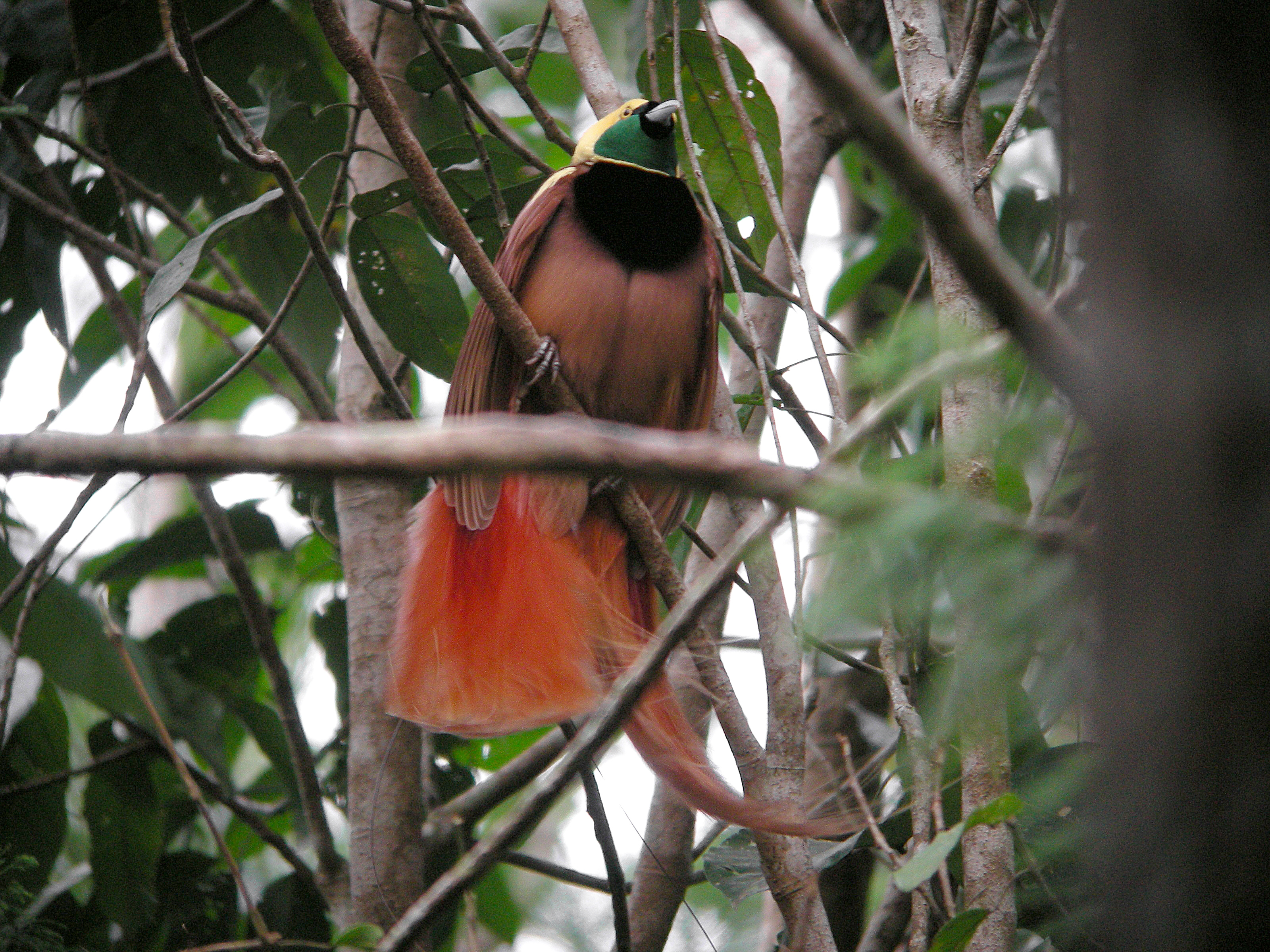
Raggi's paradijsvogel (Paradisaea raggiana)
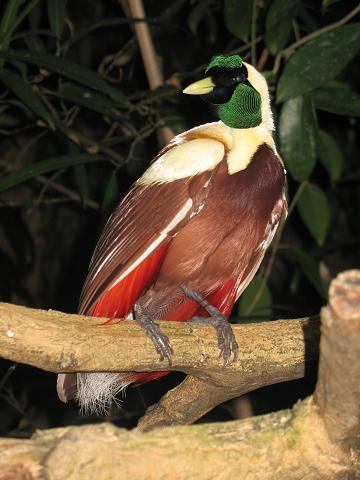
Rode paradijsvogel (Paradisaea rubra)